# 许特林根
许特林根是德国巴登-符腾堡州的一个市镇。总面积18.71平方公里，总人口5885人，其中男性2929人，女性2956人（2011年12月31日），人口密度315人/平方公里。